# Massala maculifera
Massala maculifera är en fjärilsart som beskrevs av J. Peter Maassen 1890. Massala maculifera ingår i släktet Massala och familjen nattflyn. Inga underarter finns listade i Catalogue of Life.